# Theophilos von Alexandria

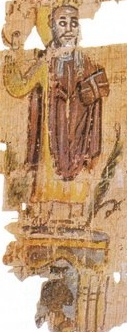
Idealbild des Theophilos in der Alexandrinischen Weltchronik (6. Jahrhundert)

Theophilos von Alexandria (* um 345 in Memphis; † 15. Oktober 412) war Patriarch von Alexandria (385–412) in Ägypten. Seine Amtszeit war geprägt von Auseinandersetzungen mit dem Heidentum, dem Origenismus und dem Patriarchen von Konstantinopel.

## Konflikt mit dem alexandrinischen Heidentum
Im Jahr 391 kam es in Alexandria zu blutigen Zusammenstößen zwischen Christen und Polytheisten, die aus christlicher Sicht Heiden waren. Sie hatten sich im Serapeum von Alexandria verschanzt, Christen dort zum Opfern gezwungen und einige sogar gekreuzigt. Um die Situation zu beruhigen, begnadigte Kaiser Theodosius I. die Mörder, ordnete aber als Warnung für die Heiden die Zerstörung des Serapeums an. Dabei kam es dann unter der Führung von Theophilos von Alexandria auch zur Zerstörung der übrigen Tempel. Bereits zuvor waren „heidnische“ Tempel durch das Vorgehen lokaler Statthalter oder Bischöfe zerstört worden.
Da das Serapeum eine Zweigstelle der großen Bibliothek von Alexandria beherbergte, wird seine Zerstörung bisweilen mit der Zerstörung der Bibliothek identifiziert, die ihren Hauptsitz aber im Museion von Alexandria hatte.

## Theophilos und die origenistische Kontroverse
Origenes war im frühen 3. Jahrhundert der prominenteste Theologe und Bibelgelehrte in Alexandria. Seine Theologie war gekennzeichnet durch eine intensive Durchdringung des christlichen Glaubens mit den Mitteln der platonischen Philosophie und eine Tendenz zu allegorischer Bibelexegese. Diese Exegese gab Anlass zu Konflikten, aber besonders umstritten waren einige seiner Sonderlehren, vor allem die Lehre von der Präexistenz der Seelen und die Lehre von der Apokatastasis, der letztendlichen Erlösung aller Geschöpfe, auch des Teufels und der Dämonen.
Wegen eines Konflikts mit dem Bischof von Alexandria war Origenes nach Palästina ausgewichen. Nach seinem Märtyrertod bewahrte vor allem die Alexandrinische Schule sein Andenken und pflegte insbesondere seine Methode der Exegese, während seine umstrittenen Ansichten übergangen wurden. Seither war es wiederholt zu Konflikten gekommen, einerseits zwischen Origenisten und Anti-Origenisten, andererseits stritten auch seine Anhänger über die richtige Interpretation. Auch im Streit um den Arianismus, der in Alexandria ausgebrochenen war, spielte die Konkurrenz zwischen verschiedenen Richtungen des Origenismus und den Gegnern des Origenes eine Rolle.
Theophilos, wie auch seine Vorgänger, standen Origenes anfänglich positiv gegenüber. Als er sich im Jahr 399 öffentlich gegen den von manchen Mönchen vertretenen Anthropomorphismus wandte, berief er sich auch auf Origenes’ Theologie. Aber schon bald darauf bekämpfte er dessen Lehre und veranlasste, dass die Lektüre der Schriften des Origenes in Ägypten verboten wurde, und ließ Mönche, die dieser Lehre anhingen, ausweisen, darunter auch Johannes Cassianus, der ins Rhonetal auswich und dort die ersten westlichen Klöster gründete.

## Konflikt mit Konstantinopel und Chrysostomos
Die Ausweisung der origenistischen Mönche brachte Theophilos auch in Konflikt mit den Bischöfen von Konstantinopel, die durch ihre Nähe zum Kaiserhof von einem drittrangigen Bistum zu reichspolitischer Bedeutung gelangt waren. Bereits nach dem Ende der arianischen Dominanz am Hof hatten die Patriarchen von Alexandria im Jahre 380 versucht, Einfluss auf die Bischofswahl in Konstantinopel zu gewinnen. Im Jahre 400 appellierten die verbannten Mönche an Johannes Chrysostomos, den Bischof der Reichshauptstadt, von dem sie sich Hilfe erhofften. Dieser schien sich durchzusetzen, denn Theophilos musste 403 an den Bosporus nach Chalcedon reisen, um sich für seine Maßnahme zu verantworten. Auf der Eichensynode (so genannt, da der Palast, in dem die Synode abgehalten wurde, komplett aus Eichenholz erbaut war) konnte Theophilos jedoch die versammelten Bischöfe auf seine Seite ziehen. Er erwirkte einen Beschluss, dass Johannes Chrysostomos in Chalcedon erscheinen solle, um seinen freundschaftlichen Umgang mit den häretischen, origenistischen Mönchen, zu erklären. Da Johannes Chrysostomos nicht erschien, wurde er in Abwesenheit für abgesetzt erklärt. Durch seine Strenge hatte er sich inzwischen auch bei Kaiserin Eudoxia und einen Teil des Klerus unbeliebt gemacht und wurde durch Kaiser Arcadius verbannt.

## Theophilus’ Passahtafel
Theophilus gewann den frommen christlichen Kaiser Theodosius I. für sich, indem er ihm seine Passahtafel widmete. Ihr lag der 19-jährige Meton-Zyklus zugrunde. Dieses effiziente Instrument hatte Anatolios von Laodicea um 260 für die Bestimmung des Osterdatums eingeführt. Der alexandrinische Komputist Annianus von Alexandria hatte im frühen 5. Jahrhundert entdeckt, dass aus dem Metonischen Zyklus ein 532-jährigen Osterzyklus folgt. Es war diese Version des 19-jährigen Meton-Zyklus, die letztendlich, über die Passahtabelle von Theophilus’ Nachfolger Kyrill von Alexandria (um 425), die Passahtabelle des Dionysius Exiguus (um 525) und als Grundstruktur von Beda Venerabilis’ Ostertabelle (725) für lange Zeit die Oberhand in der gesamten Christenheit bekam, zumindest bis in das Jahr 1582, als der Julianische Kalender durch den Gregorianischen Kalender abgelöst wurde.

## Nachfolge
Nach dem Tod des Theophilos im Jahre 412 folgte ihm sein Neffe Kyrill nach, der Sohn einer Schwester des Patriarchen, der diesem bereits zu Lebzeiten, u. a. bei der Eichensynode assistiert hatte.

## Benennung
Der Mondkrater Theophilus ist nach ihm benannt.